# Rosemary Rogers
Rosemary Jansz Navaratnam Rogers (Panadura, Ceilán británico (hoy Sri Lanka), 7 de diciembre de 1932 - Carmel-by-the-Sea, Estados Unidos, 12 de noviembre de 2019) fue una escritora afincada en EE. UU. de novelas románticas como Rosemary Rogers. Ella fue la segunda autora romántica en lograr publicar en tapa dura, después de Kathleen E. Woodiwiss, tiene publicadas 22 novelas y muchas de ellas son superventas (a español están traducidas 14).

## Biografía
Rosemary Jansz nació el 7 de diciembre de 1932 en Panadura durante el esplendor colonial del Ceilán británico (actualmente Sri Lanka). Sus padres Barbara (Allan) y Cyril Jansz, eran dos adinerados colonos de ascendencia holandesa y portuguesa, que poseían numerosas escuelas privadas en el país. Rosemary, tuvo una infancia muy protegida atendida por un numeroso personal de servicio, ella adoraba la lectura y la idea de escribir ella misma, de hecho comenzó a escribir sus primeras historias con tan solo 8 años.
Rosamary acudió durante 3 años a la Universidad de Ceilán, tras lo cual comenzó a trabajar como periodista. Ella conoció a Summa Navaratnam, una estrella de las pistas conocido como "el hombre más rápido de Asia", y se casaron. El matrimonio tuvo dos hijas, pero tras una relación decepcionante, se divorciaron y ella se mudó con sus hijas a Londres, Inglaterra en 1960.
En Europa, Rosemary recibió entre otras las propuestas amorosas de un millonario de París, pero ella no estaba interesada. Finalmente conoció a un afroamericano, Leroy Rogers, con quien sintió que era capaz de verla realmente. Ellos se casaron y se trasladaron a Connecticut, estado de California (Estados Unidos). Los Rogers tuvieron dos hijos, pero ocho años después la falta de intereses comunes, provocaron su divorcio.
Rosemary, se encontró divorciada y con cuatro hijos a su cargo, que debía mantener con su salario como mecanografa en el Departamento Forestal de California. Además, sus padres fueron expropiados y tuvieron que huir de Ceilán, trasladándose a vivir con ella.
Rosemary tenía un manuscrito con una historia que inventó de niña, y que decidió probar a transformar una novela romántica en el poco tiempo libre del que disponía mientras sus hijos estaban en la cama o en las horas de la comida. Continuó trabajando en ella durante años, después de haberla revisado al menos veintitrés veces, fue una de sus hija, quien la animó a enviarla a las editoriales.
El manuscrito de "Sweet savage love" (Torbellino de pasión), fue inmediatamente aceptado, y lo publicaron en 1974 con el apellido de su segundo matrimonio Rosemary Rogers. Desde entonces Rosemary decidió dedicarse a escribir. La mayoría de sus novelas son históricas aunque también escribió algunas contemporáneas.

### "Legend of Morgan-Challenger Saga" (Saga Leyenda Morgan-Challenger)
1. Sweet Savage Love, 1974 (Torbellino de pasión)
2. Dark Fires, 1975 (Fuego en la oscuridad)
3. Wicked Loving Lies, 1976 (Mentiras amargas)
4. Lost Love, Last Love, 1980 (Amor extraviado)
5. Bound by Desire, 1988
6. Savage Desire, 2000

### Novelas independientes
- Wildest Heart, 1974 (Corazón salvaje)
- The Crowd Pleasers, 1978 (Los amantes del placer)
- The Insiders, 1979
- Love Play, 1981 (Juego de amor)
- Surrender to Love, 1982 (Rendición de amor)
- The Wanton, 1985 (La insaciable)
- Tea Planter's Bride, 1995
- Dangerous Man, 1996
- Midnight Lady, 1997
- All I Desire, 1998
- In Your Arms, 1999
- A Reckless Encounter, 2001 (Encuentro peligroso)
- Jewel of My Heart, 2004 (La joya de mi corazón)
- Sapphire, 2005 (Ojos de Zafiro)

### Loganduology (bilogíaLogan)
1. An Honorable Man, 2002 (Amor en la guerra)
2. Return to Me, 2003 (Vuelve a mí)